# René Borjas
René Borjas (23. december 1897 – 16. december 1931) var en uruguayansk fodboldspiller som deltog i de olympiske lege 1928 i Amsterdam.
Borjas blev olympisk mester i fodbold under OL 1928 i Antwerpen. Han var med på det uruguayanske hold som vandt fodboldtuneringen over Argentina og Italien. Uruguays vej til finalen var at vinde over Holland med 2-0 og at vinde over Tyskland i kvartfinalen med 4-1 og i semifinalen besejrede de Italien med 3-2. I finalen mødte de Argentina og kampen endte 1-1. En ny finalekamp tre dage senere den 13. juni blev afholdt, og de vandt den med 2-1 og Uruguay forsvarede sin olympiske titel fra forrige OL i Paris.
Han vandt også Copa América en gang, 1926.